# Hecatera monticola
Hecatera monticola är en fjärilsart som beskrevs av Philogène Auguste Joseph Duponchel 1826. Hecatera monticola ingår i släktet Hecatera och familjen nattflyn. Inga underarter finns listade i Catalogue of Life.